# Parc national de Nagarhole
Le parc national de Nagarhole est situé dans l'État du Karnataka en Inde.

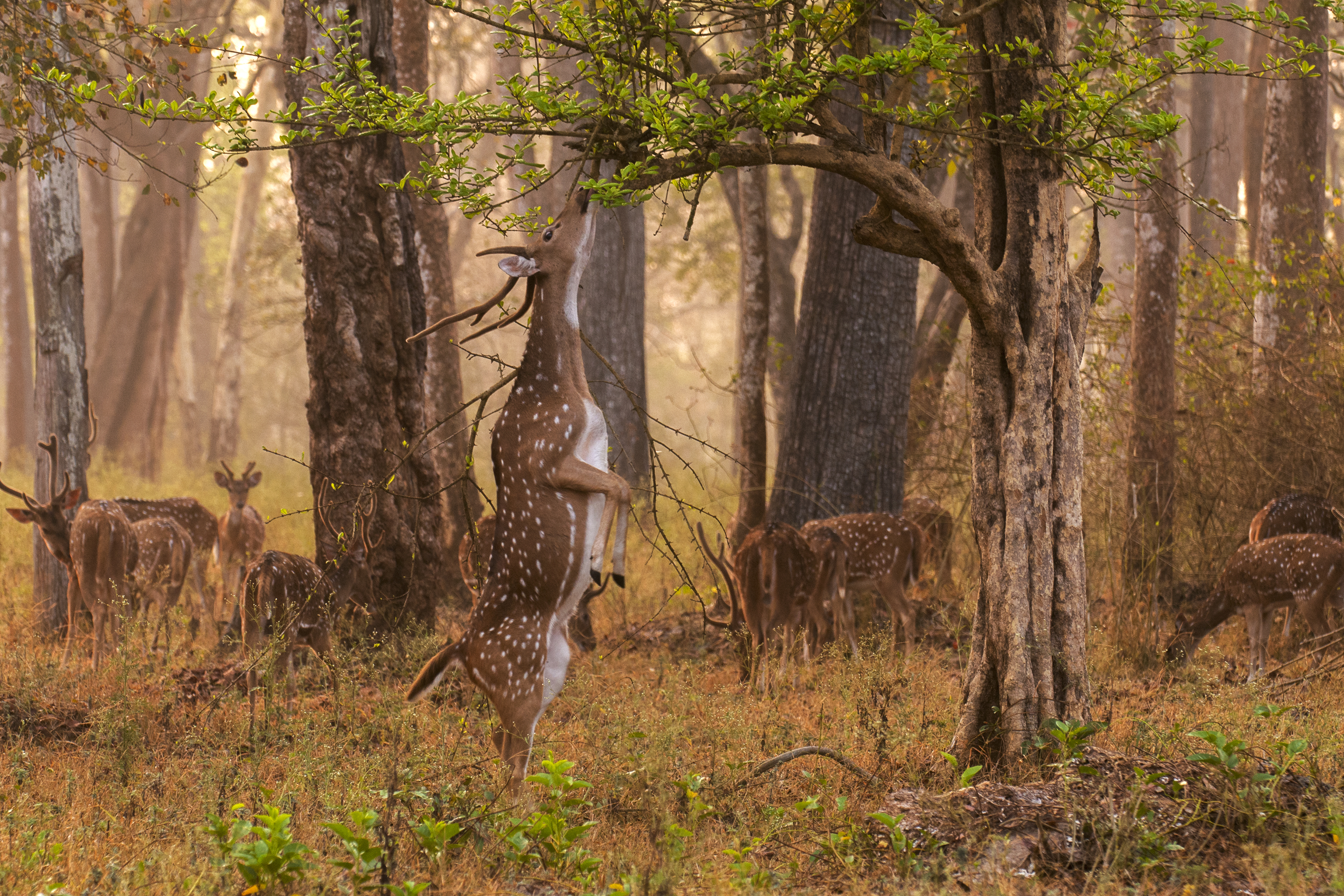
Un cerf axis (Axis axis) dans le parc national de Nagarhole.